# Sisyranthus virgatus
Sisyranthus virgatus är en oleanderväxtart som beskrevs av Ernst Meyer. Sisyranthus virgatus ingår i släktet Sisyranthus och familjen oleanderväxter. Inga underarter finns listade i Catalogue of Life.